# Bjarne Hagen
Bjarne Hagen (...) è un allenatore di calcio norvegese.

## Carriera
Dopo aver ricoperto il ruolo di assistente di Morten Kalvenes nella sezione femminile dell'Arna-Bjørnar per sette stagioni, ne ha preso il posto come allenatore quando questi ha lasciato il club al termine della Toppserien 2014. Ha condotto la squadra al 7º posto nel campionato 2015. Il 1º gennaio 2016 ha ufficialmente lasciato l'Arna-Bjørnar, dopo una stagione in carica.